# Olga Dobijanka-Witczakowa
Olga Dobijanka-Witczakowa (ur. 13 grudnia 1921 w Gorlicach, zm. 11 marca 2006 w Krakowie) – polska germanistka, literaturoznawczyni, profesor w Instytucie Filologii Germańskiej Uniwersytetu Jagiellońskiego. Autorka ok. 140 pozycji naukowych z zakresu literatury niemieckojęzycznej od XVIII do XX w., polsko-niemieckich kontaktów literackich oraz literatury skandynawskiej.

## Życiorys naukowy[1]
Urodziła się 13 grudnia 1921 r. w Gorlicach. Po przeprowadzce rodziny do Bielska ukończyła tamże szkołę podstawową i gimnazjum. W trakcie okupacji niemieckiej pracowała fizycznie w filii fabryki Bata w Chełmku. Po zakończeniu II wojny światowej zdała w 1945 r. przyśpieszoną maturę, a następnie rozpoczęła studia filologii angielskiej i niemieckiej na Uniwersytecie Jagiellońskim. W roku 1949 obroniła pracę magisterską nt. Wilhelma Meistra Goethego, a dwa lata później pracę doktorską pt. Gottfried Keller i Goethe, napisaną pod kierunkiem prof. Juliusza Kleinera. Po likwidacji w 1953 r. filologii germańskiej na Uniwersytecie Jagiellońskim prowadziła przez kolejne dekady najpierw lektoraty dla innych kierunków, a następnie wykłady z literatury niemieckiej i powszechnej dla polonistów oraz innych neofilologii w UJ. Do wznowienia działalności Katedry Filologii Niemieckiej UJ w 1966 r. sprawowała także opiekę nad zbiorami biblioteki germanistycznej.
W 1963 r. uzyskała w Poznaniu habilitację na podstawie rozprawy pt. Teoria tragedii Lessinga. Po reaktywacji studiów germanistycznych w UJ została zastępcą kierownika ww. katedry, którym był przybyły z Poznania wtedy doc. dr hab. Aleksander Szulc. Funkcję tę sprawowała do roku 1988 (od r. 1973 po zmianie nazwy jednostki jako wicedyrektor Instytutu Filologii Germańskiej). W 1973 r. uzyskała tytuł profesora nadzwyczajnego, a w 1985 profesora zwyczajnego. W latach 1973–1994 była ponadto kierownikiem Zakładu Literatury Niemieckiej. W roku 1991 przeszła na emeryturę, zajęcia dydaktyczne prowadziła jednak w UJ do roku akademickiego 2004/2005. Wypromowała ok. 200 magistrów i 6 doktorów. Była członkinią licznych towarzystw naukowych, m.in. Polskiej Akademii Umiejętności, Internationale Vereinigung für Germanistik, Stowarzyszenia Germanistów Polskich, Komitetu Nauk Humanistycznych PAN, Komisji Historycznoliterackiej PAN, Komisji Neofilologicznej PAU, Towarzystwa im. Goethego w Weimarze, Towarzystwa im. Schillera w Weimarze, Societas Humboldtiana Polonorum i in.
Zmarła 11 marca 2006 w Krakowie. Jej grób znajduje się na cmentarzu Powązkowskim w Warszawie (pod murem ul. Tatarskiej, grób 194).

## Działalność naukowa
Lista publikacji Olgi Dobijanki-Witczakowej obejmuje ok. 140 pozycji. Zakres jej zainteresowań naukowych był dość szeroki, można jednak wyróżnić następujące główne pola badawcze: niemiecka literatura XVIII i XIX w., zwłaszcza twórczość Lessinga, Goethego i Schillera, polsko-niemieckie kontakty literackie, historia germanistyki krakowskiej, literatura austriacka, literatura skandynawska, nowsza literatura niemiecka. Była autorką cenionych wstępów do kilku tomów serii Biblioteki Narodowej Ossolineum. Publikowała prace o Lessingu, Goethem, Schillerze, Wielandzie, Herderze, Thomasie i Heinrichu Mannie, Hessem, Maksie Frischu, Ibsenie i in.

## Nagrody i wyróżnienia (wybór)
- Złoty Krzyż Zasługi
- Medal Komisji Edukacji Narodowej
- Krzyż Kawalerski Orderu Odrodzenia Polski
- Trzykrotnie nagrody Ministra Nauki
- Nagroda Fundacji im. Humboldta
- Honorowa statuetka Stowarzyszenia Germanistów Polskich

## Wybrane publikacje[3]
- Lessing, Gotthold Ephraim (1956), Dramaturgia hamburska. Wybór, przekład i wstęp Olga Dobijanka, Wrocław (Teksty źródłowe do historii dramatu i teatru, pod. red. G. Sinki, t. 1., wyd. II: Kraków, Wydawnictwo UJ 1994).
- Lessing, Gotthold Ephraim (1958), Minna van Barnhelm … tłum. H. Zymon-Dębicki, wstęp i oprac. Olga Dobijanka, Wrocław/Kraków (Biblioteka Narodowa Ossolineum).
- Dobijanka, Olga (1959), Goethe i Schiller o dramacie i teatrze. Wybór pism (tu: wprowadzenie, przekład i opracowanie O. D.-W.), Wrocław (Teksty źródłowe do historii dramatu i teatru, pod red. G. Sinki, t. 4, wyd. II: Kraków, Wydawnictwo UJ 1996).
- Dobijanka, Olga (1962), Teoria tragedii Lessinga. Kraków: Uniwersytet Jagielloński, t. 45.
- Dobijanka-Witczakowa, Olga (1963), Gottfried Keller und Goethe, Wrocław.
- Lessing, Gotthold Ephraim (1963), Natan Mędrzec. Poemat dramatyczny w pięciu aktach. Przełożył Adam Szczerbowski. Wstępem i przypisami opatrzyła Olga Dobijanka. (BN Ossolineum).
- Ibsen, Henrik (1967), Peer Gynt, tłum. Z. Krawczykowski, wstęp i opracowanie Olga Dobijanka-Witczakowa, Wrocław/Warszawa/Kraków (BN Ossolineum).
- Dobijanka-Witczakowa, Olga (1972), Auswahl von Texten zur Poetik des Dramas. Kraków: Uniwersytet Jagielloński (Skrypty uczelniane Uniwersytetu Jagiellońskiego, 333 : Inst. Filologii Germańskiej).
- Dobijanka-Witczakowa, Olga; Namowicz, Tadeusz (1983), Lessing und Probleme der deutschen und der polnischen Aufklärung. Wrocław: Ossolineum.
- Dobijanka-Witczakowa, Olga; Stroka, Anna; Szyrocki, Marian (1986), Das deutsche Drama der 18. Jahrhunderts. Warszawa, Wrocław: PWN.
- Dobijanka-Witczakowa, Olga (1974), Auswahl von Texten zur Poetik des Romans, Kraków.
- Goethe, Johann Wolfgang (1971), Cierpienia młodego Wertera, tłum. L. Staff, wstęp i oprac. Olga Dobijanka-Witczakowa, Wrocław/Warszawa/Kraków (BN Ossolineum).
- Schiller, Friedrich (1972), Maria Stuart, tłum. W. Wirpsza, wstęp i oprac. Olga Dobijanka-Witczakowa, Wrocław/Warszawa/Kraków (BN Ossolineum)
- Ibsen, Henrik (1984), Wybór dramatów, tłum. J. Frühling oraz J. Giebułtowicz, wtęp i oprac. Olga Dobijanka-Witczakowa, Wrocław/Warszawa/Kraków (BN Ossolineum).
- Dobijanka-Witczakowa, Olga (1995), Von „Wilhelm Meisters theatralische Sendung” bis „Wilhelm Meisters Lehrjahre” – zur Wandlung der Fabel in Goethes „Wilhelm Meister”-Romanen.
- Dobijanka-Witczakowa, Olga (2001), Johann Gottfried Herder o swoich podróżach do krajów romańskich. Przyczynek do charakterystyki pisarza, Prace Komisji Neofilologicznej.